# كريم أباد (بل دشت)
كريم أباد هي قرية في مقاطعة بل دشت، إيران. عدد سكان هذه القرية هو 74 في سنة 2006.